# Cisticola exilis
Cisticola exilis е вид птица от семейство Cisticolidae.

## Разпространение
Видът е разпространен в Австралия, Камбоджа, Китай, Индия, Индонезия, Лаос, Мианмар, Непал, Папуа Нова Гвинея, Филипините, Тайланд, Източен Тимор и Виетнам.